# Parc national du delta du Saloum
Le parc national du delta du Saloum (PNDS) est l'un des six parcs nationaux du Sénégal — le second après celui du Niokolo-Koba, avec une superficie de 76 000 hectares. Le delta a été inscrit au patrimoine mondial en 2011, ainsi qu'au titre de réserve de biosphère en 1980 par l'Unesco et en tant que site Ramsar en 1984 pour l'importance de ses zones humides.

## Localisation
Il est situé à l'ouest du pays, sur la zone côtière au nord de la Gambie et occupe une partie significative du delta du Sine-Saloum, un labyrinthe marécageux de mangroves et de bolongs.

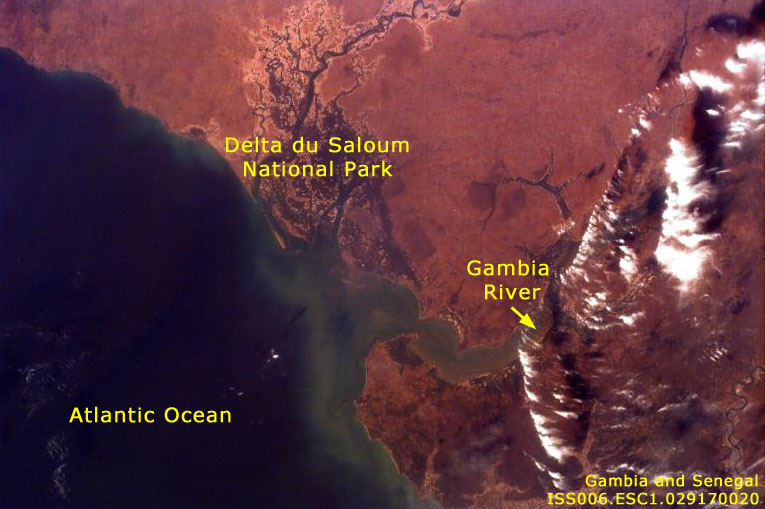
Photo satellite du delta (Nasa)

## Histoire
La réserve a obtenu le statut de parc national par le décret no 76-577 du 28 mai 1976. Il a été reconnu comme réserve de biosphère en 1980, puis classé comme site Ramsar en 1984. 
La candidature de l'ensemble du delta à son inscription sur la liste du patrimoine mondial a été soumise à l'UNESCO le 18 novembre 2005.

## Environnement
Les principaux biotopes observés sont les vasières à mangrove et les tannes, les côtes et îlots sableux, le milieu marin, la savane boisée soudanienne.

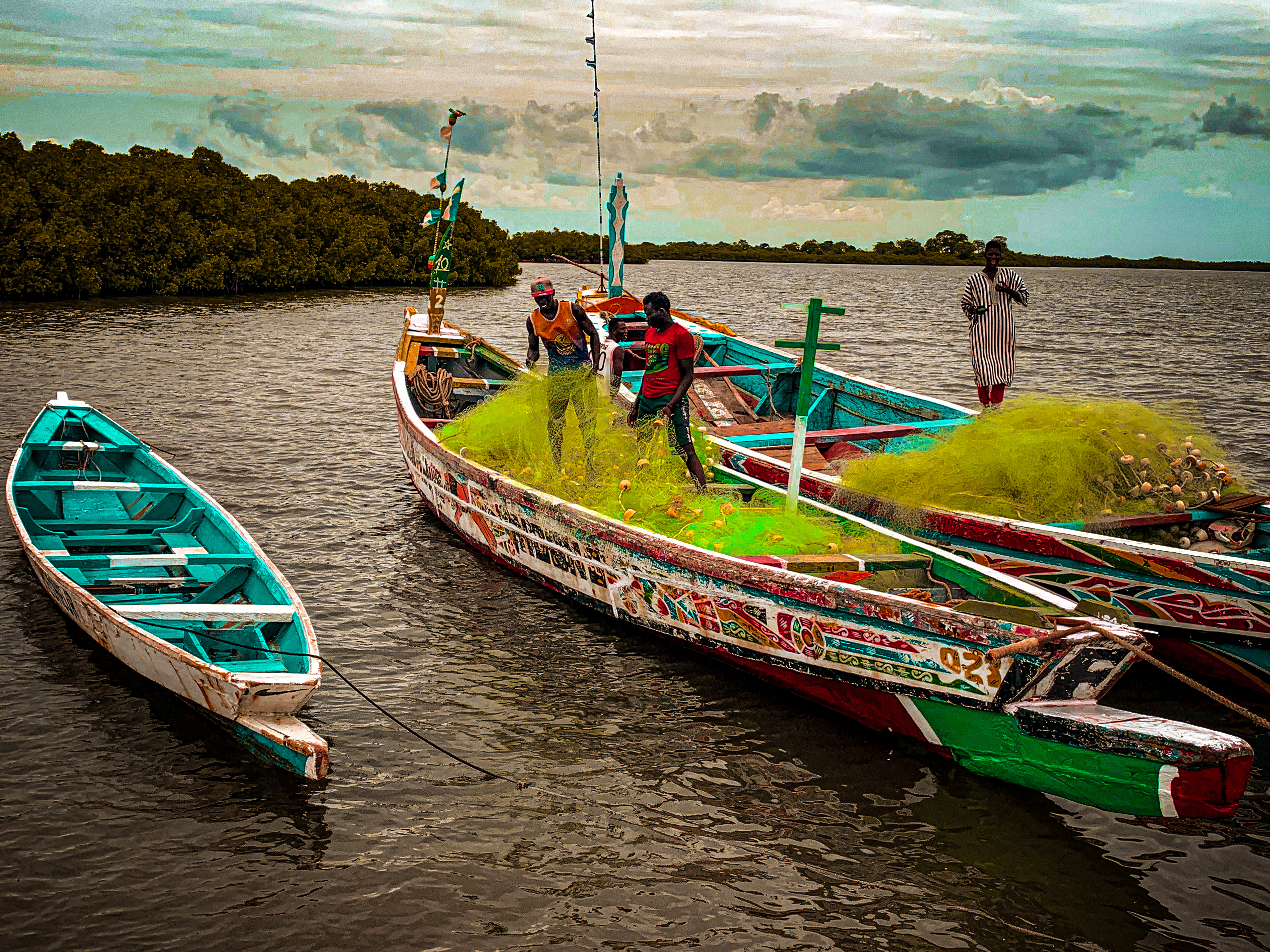
Pêcheurs du delta du sine saloum

## Faune

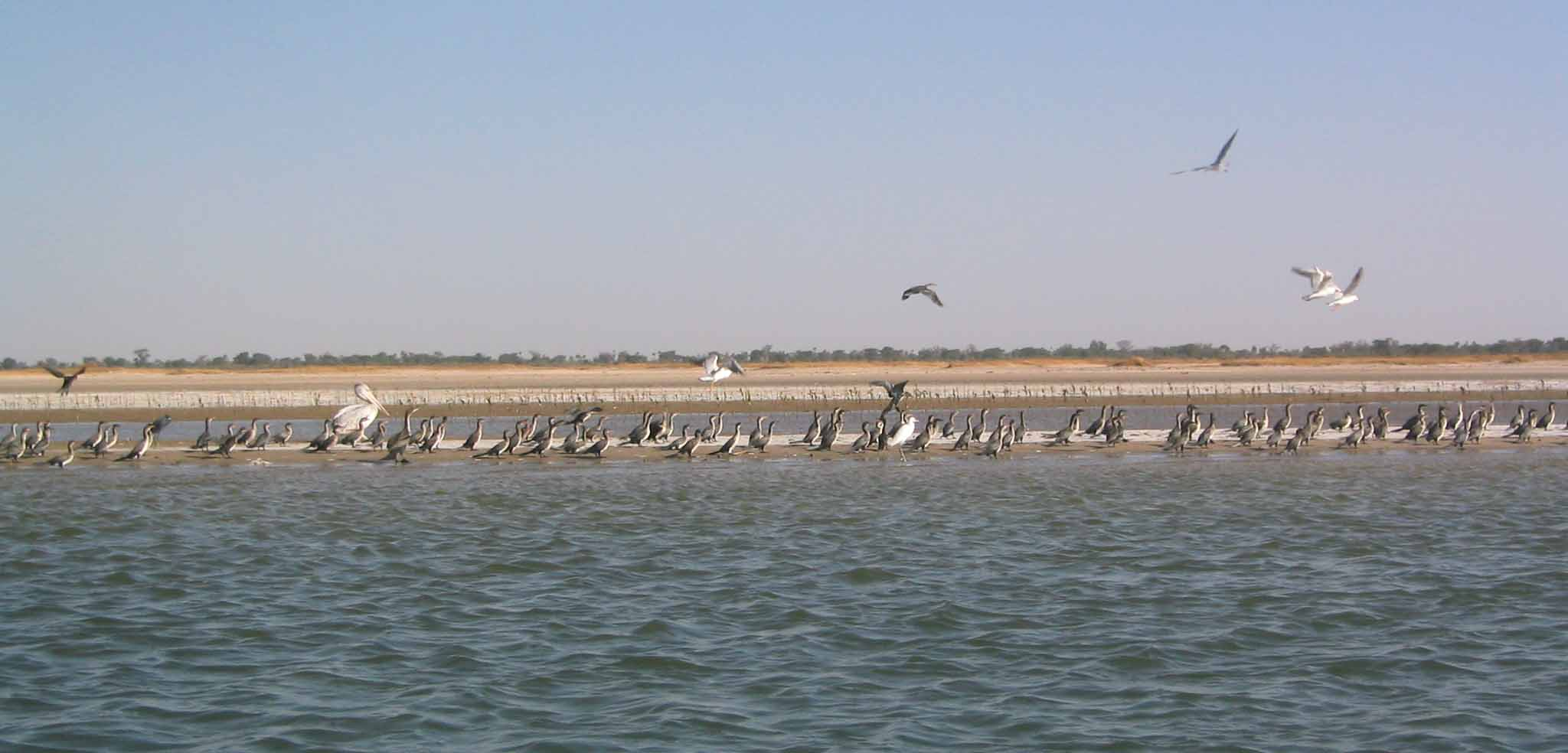
L'île des oiseaux dans le parc national du delta du Saloum.

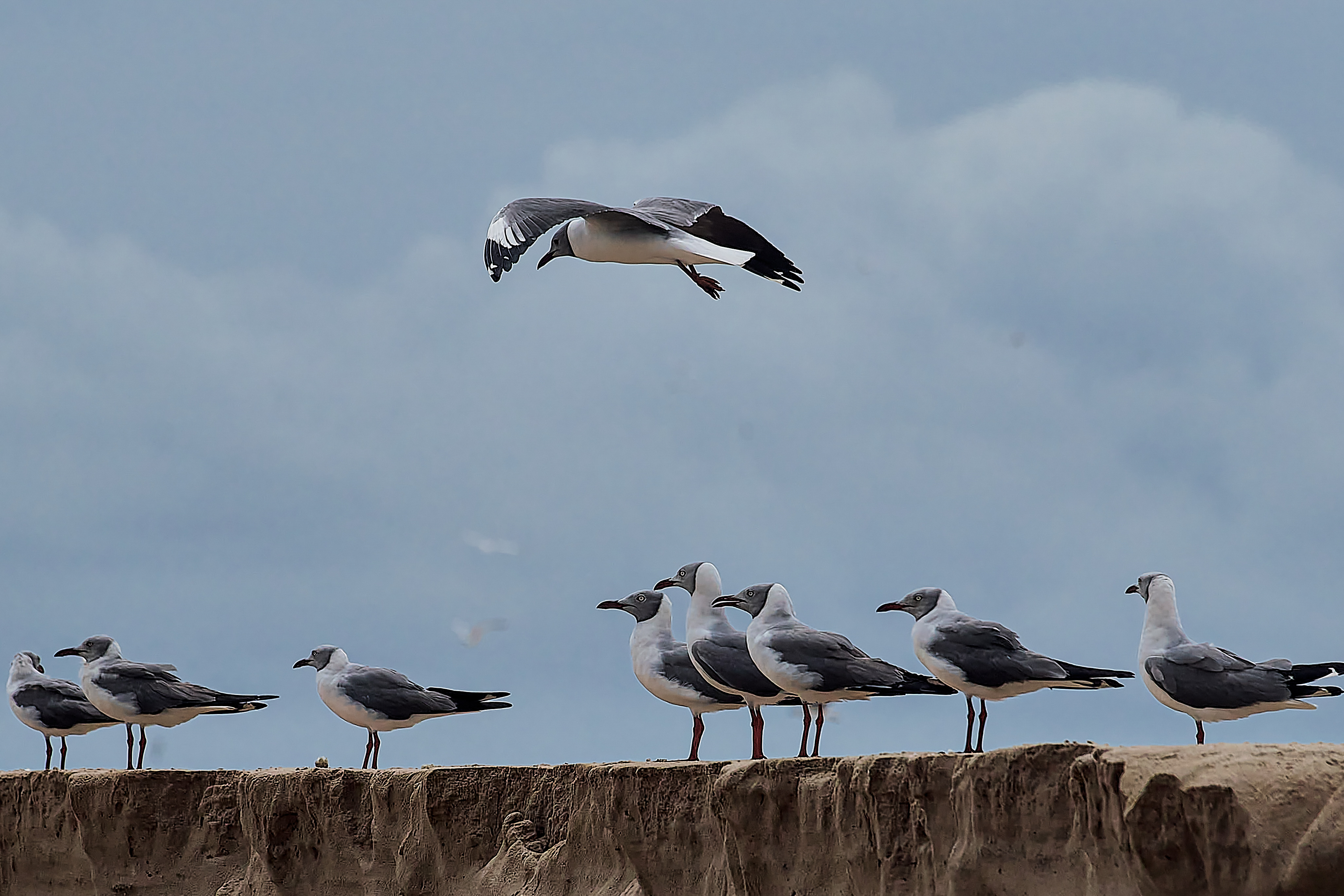
Groupes de mouettes à tête grise sur la plage du parc du delta du sine - Saloum

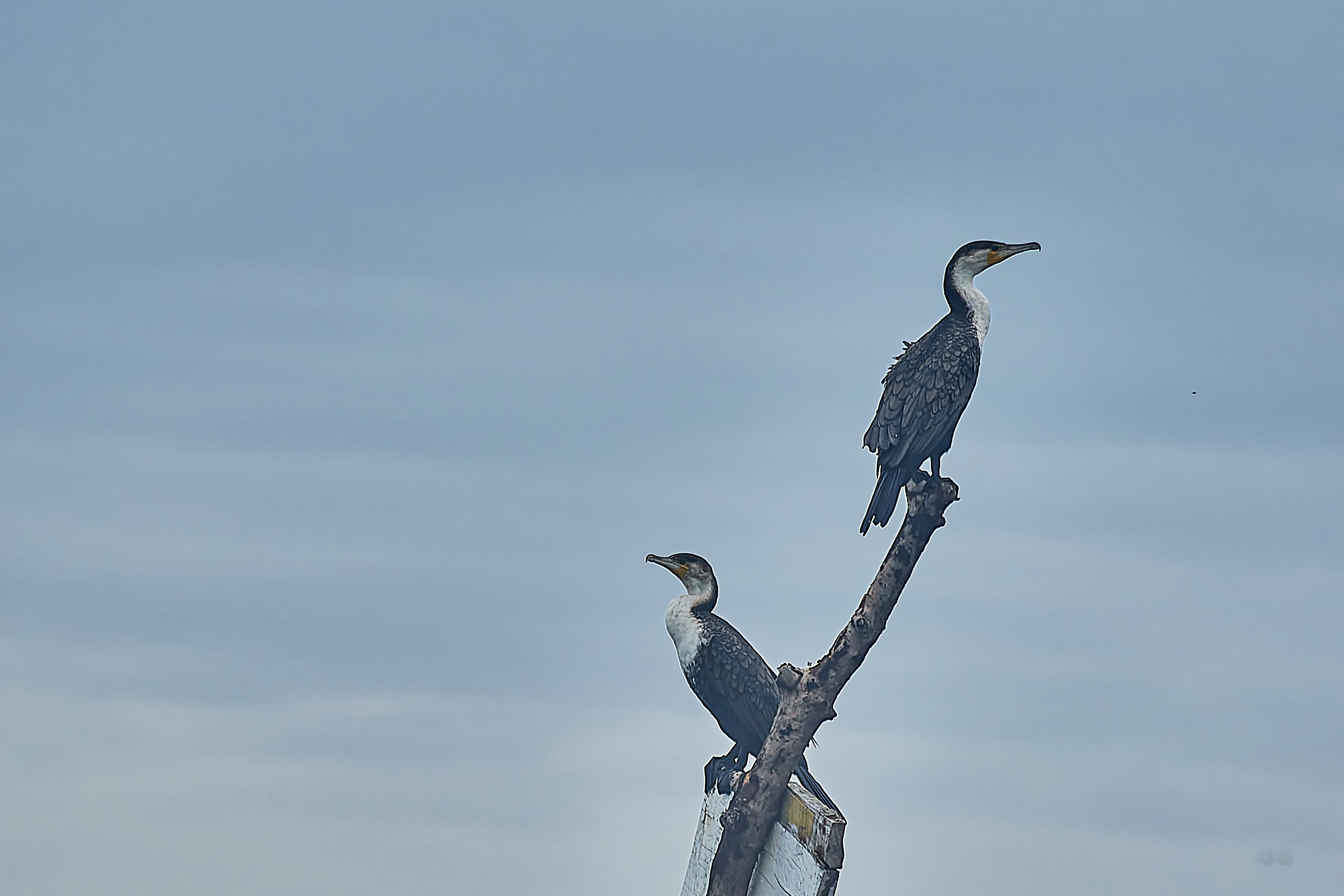
Cormorans à poitrine blanche sur le delta du sine saloum

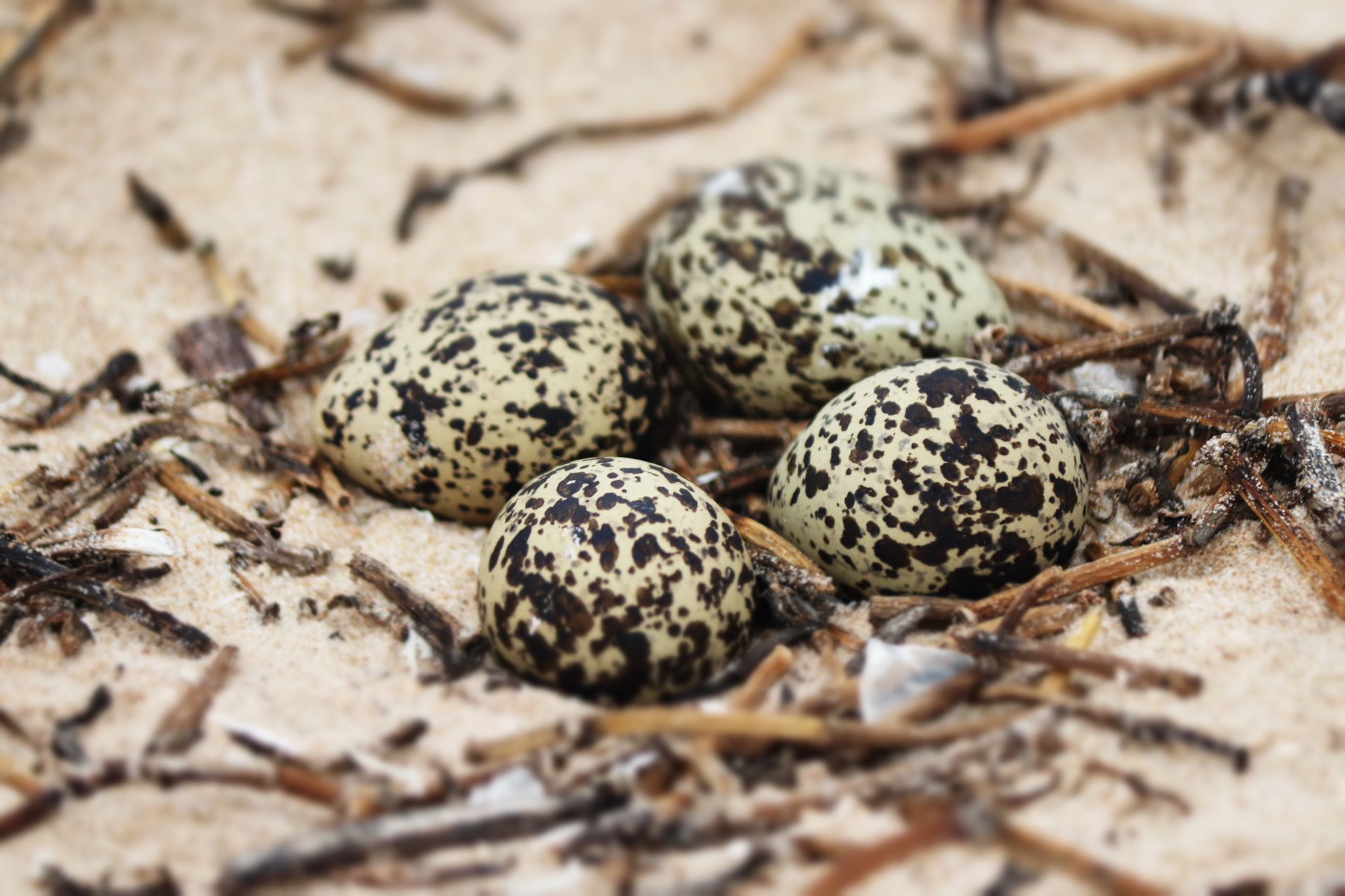
Oeufs de vanneau sur la plage au parc national du delta du saloum au Senegal 12

Le parc concentre une part importante des ressources fauniques et floristiques du Sénégal. On y retrouve :
- 95 espèces d’oiseaux : Le parc est notamment le premier site mondial de reproduction de la sterne royale (Thalasseus maximus) mais on y trouve aussi notamment le flamant nain (Phoeniconaias minor), le pélican gris (Pelecanus rufescens), le héron goliath (Ardea goliath), le goéland railleur (Larus genei), la mouette à tête grise (Chroicocephalus cirrocephalus) et la sterne caspienne (Hydroprogne caspia), l'aigrette à gorge blanche (Egretta gularis), le bagadais casqué (Prionops plumatus), la barge à queue noire (Limosa limosa), l'avocette élégante (Recurvirostra avosetta), ainsi que des milliers de limicoles paléarctiques.
- 114 espèces de poissons, l'une des plus importantes zones de concentration d'espèces de poissons du pays. 6ᵉ estuaire mondial en termes de diversité ichtyofaunique.
- 35 espèces de grande et moyenne faune. Les mammifères y sont peu représentés, mais on y rencontre cependant des phacochères, des hyènes tachetées (Crocuta crocuta), des guibs harnachés (Tragelaphus scriptus), des céphalophes de Grimm et surtout des singes patas, notamment le colobe bai (Procolobus badius). C’est un site important de reproduction de la tortue verte (Chelonia mydas), du lamantin et du dauphin sousa.
- ainsi que 186 espèces de végétation ligneuse.

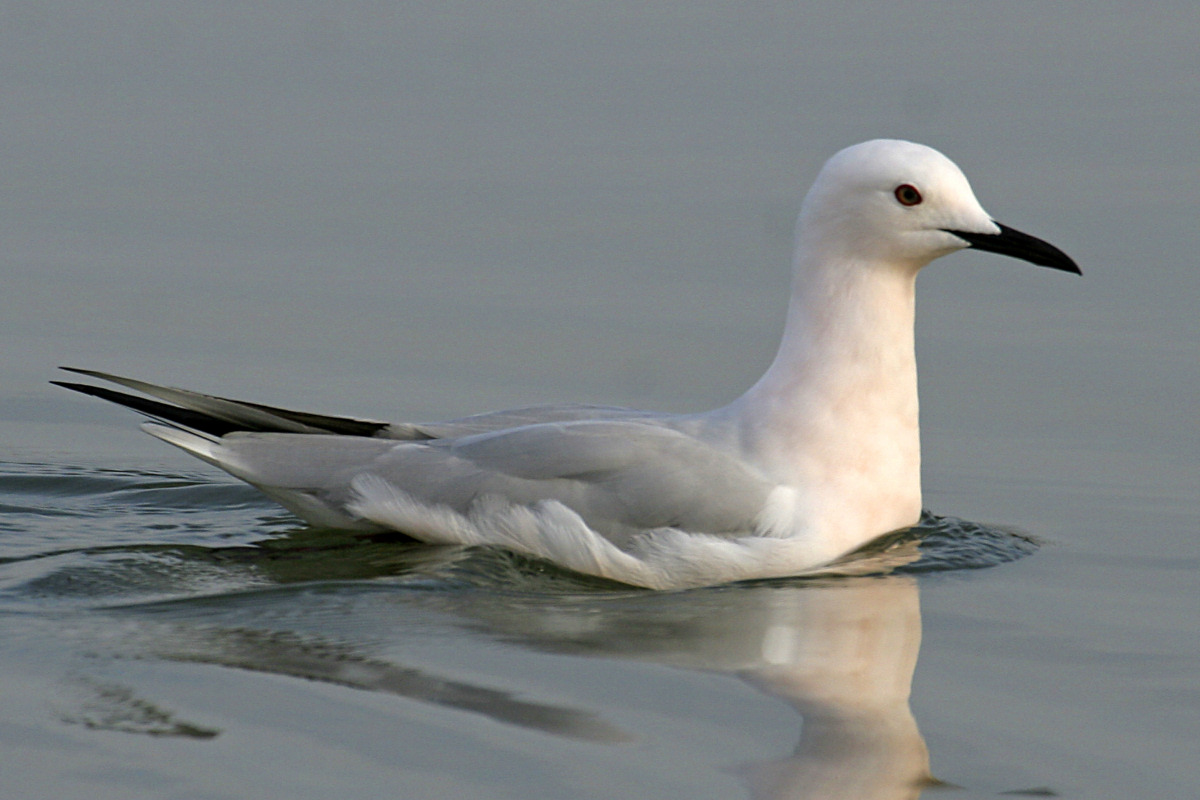
Goéland railleur
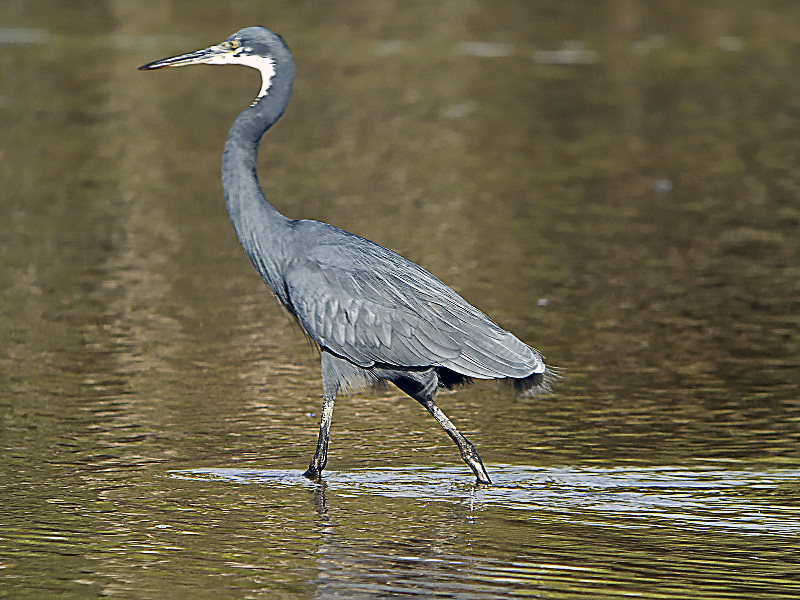
Aigrette des récifs
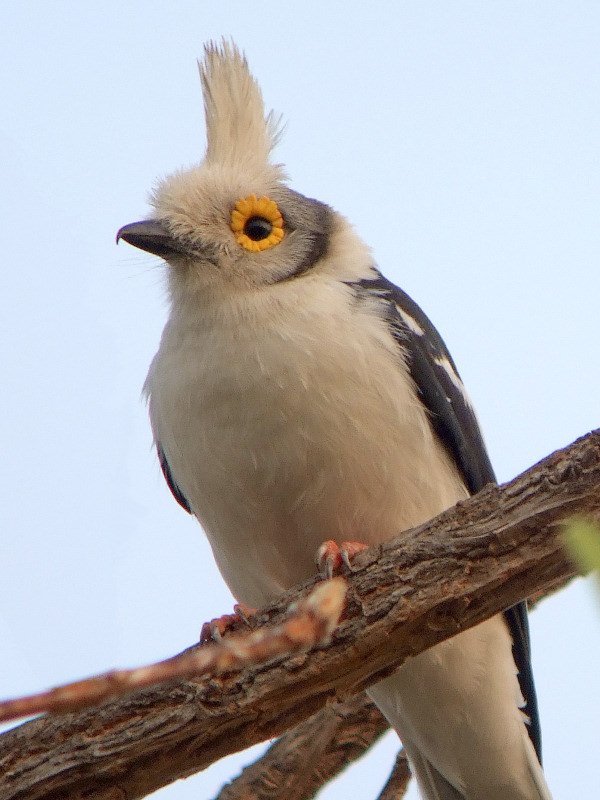
Bagadais casqué